# Décès en avril 2003
Décès
- 1999
- 2000
- 2001
- 2002
- 2003
- 2004
- 2005
- 2006
- 2007

Pour une information complémentaire, voir la page d'aide.

| Date      | Nom                            | Activités                                                                                         | Âge | Source |
| --------- | ------------------------------ | ------------------------------------------------------------------------------------------------- | --- | ------ |
| 1er avril | Leslie Cheung                  | chanteur et acteur hongkongais                                                                    | 46  |        |
| 2 avril   | Ansis Epners                   | réalisateur, scénariste et producteur de cinéma letton                                            | 65  |        |
| 2 avril   | Edwin Starr                    | chanteur et compositeur de soul américain de la Motown                                            | 61  |        |
| 2 avril   | Michael Wayne                  | producteur de cinéma américain, occasionnellement acteur                                          | 68  |        |
| 5 avril   | Keizo Morishita                | peintre japonais                                                                                  | 59  | (it)   |
| 6 avril   | Gerald Emmett Carter           | cardinal canadien, archevêque de Toronto                                                          | 91  |        |
| 7 avril   | Anthony Caruso                 | acteur américain                                                                                  | 86  |        |
| 8 avril   | Bing Russell                   | acteur et scénariste américain                                                                    | 76  |        |
| 12 avril  | Sydney Lassick                 | acteur américain                                                                                  | 80  |        |
| 17 avril  | Jean-Pierre Dogliani           | Footballeur international puis entraîneur français.                                               | 60  |        |
| 18 avril  | Jean Drucker                   | dirigeant de télévision français, PDG fondateur de M6                                             | 61  |        |
| 18 avril  | Marcel Lisiero                 | footballeur français devenu entraîneur                                                            | 84  |        |
| 18 avril  | Diego Ronchini                 | coureur cycliste italien                                                                          | 67  |        |
| 19 avril  | Daijiro Kato                   | pilote de moto Japonais                                                                           | 28  |        |
| 19 avril  | Aurelio Sabattani              | cardinal italien de la curie romaine                                                              | 90  |        |
| 21 avril  | Nina Simone                    | pianiste américaine, chanteuse, compositrice et militante pour les droits civiques aux États-Unis | 70  |        |
| 26 avril  | Peter Stone                    | scénariste et dramaturge américain                                                                | 73  |        |
| 26 avril  | Yun Hyon-seok                  | écrivain et poète sud-coréen                                                                      | 18  | (en)   |
| 27 avril  | Karl Glatt                     | peintre suisse                                                                                    | 90  | (de)   |
| 27 avril  | Elaine Anderson Steinbeck (en) | actrice américaine                                                                                | 88  |        |
| 28 avril  | Carmelo Morales                | coureur cycliste espagnol                                                                         | 72  |        |